# Barna Károly
Barna Károly (Gyöngyös, 1880. augusztus 24. – Budapest, 1953. február 20.) színház- és gyárigazgató.

## Életpályája
Barna Sándor (1852–1933) gyáros és Minkusz Leonóra (1859–1914) fiaként született zsidó családban. Nagyapja Barna Gábor (1814–1890), a Barna Gábor és Fiai Rt. megalapítója. A cégben eleinte kizárólag fakereskedéssel foglalkoztak. 1890-ben létesítettek gőzfűrésztelepet s ezzel kapcsolatos parkettagyárat, gőzmalmot, s ugyancsak ettől kezdve foglalkoztak nagyobb arányú erdőkitermeléssel.
Középiskolai tanulmányait 1890-től a Gyöngyösi Katolikus Nagygimnáziumban végezte, majd a családi gyárat igazgatta. Az első világháború idején (1915) önként jelentkezett katonának, az 1-es honvédhuszároknál szolgált 1919-ig, amikor hadnagyi rangban szerelt le. A háború alatt Szarajevóban mozit alapított, s hamarosan létrehozott Zágrábban egy filmkölcsönző részvénytársaságot. Kapcsolatba került Sascha Kolowrat-Krakowskyval, akinek átadta zágrábi vállalata részvényeinek egy részét, ő pedig egyik igazgatója és döntő részvényese lett Sascha budapesti cégének, a Radiusnak. 1921-től 1922 decemberéig vezette a Renaissance Színházat, s miután megvásárolta a Corvin Filmgyár részvényeinek többségét, a gyár vezérigazgatója lett. A gyár 1926-ban fizetési nehézségekbe került és felszámolták. Barna ezután teljesen visszavonult a szakmától.
Felesége Deutsch Klára (1884–1965) volt, Deutsch Gyula és Heimann Róza lánya, akivel 1905-ben Szászrégenben kötött házasságot.